# Wandella centralis
Espèce
Wandella centralis est une espèce d'araignées aranéomorphes de la famille des Filistatidae.

## Distribution
Cette espèce est endémique d'Australie. Elle se rencontre dans le Sud du Territoire du Nord, dans l'Est de l'Australie-Occidentale et dans l'Ouest de l'Australie-Méridionale.

## Description
Le mâle holotype mesure 1,59 mm et les femelles de 1,63 à 1,95 mm.

## Publication originale
- Gray, 1994 : A review of the filistatid spiders (Araneae: Filistatidae) of Australia. Records of the Australian Museum, vol. 46, no 1, p. 39-61 (texte intégral).